# Un cop de destí
Un cop de destí (títol original: Simple Twist of Fate) és una pel·lícula estatunidenca de Gillies MacKinnon estrenada el 1994. Ha estat doblada al català. Adaptació actualitzada per Steve Martin de l'obra de George Eliot "Silas Maner".

## Argument
Michael Mac Cann, un fuster qui viu sol en un petit poble de Virgínia, troba un bebè abandonat i decideix adoptar-lo. La nena, Mathilda, és de fet la filla il·legítima d'un polític local, John Newland. Però deu anys més tard, aquest últim, no tenint encara fills amb la seva dona, vol recuperar Mathilda.

## Repartiment
- Steve Martin: Michael McCann
- Gabriel Byrne: John Newland
- Laura Linney: Nancy Lambert Newland
- Catherine O'Hara Anne Rondeleux): April Simon
- Alana Austin: Mathilda McCann amb 10 anys
- Alyssa Austin: Mathilda McCann amb 5 anys
- Alaina Mobley i Callie Mobley: Mathilda McCann amb 3 anys
- Victoria Evans i Elizabeth Evans: Mathilda McCann d'1 a 2 anys
- Stephen Baldwin: Tanny Newland
- Michael Des Barres: Bryce
- Anne Heche: Tanny's Playmate

## Al voltant de la pel·lícula
- El film, que ha permès a Steve Martin (igualment productor executiu i guionista) fer un paper inusual, ha tingut un fracàs comercial en la seva estrena en sales als Estats Units.
- Primera trobada entre Laura Linney i Gabriel Byrne, que coincidiran deu anys més tard a P.S. seguit de Jindabyne, Austràlia.